# Alberdi (Paraguay)

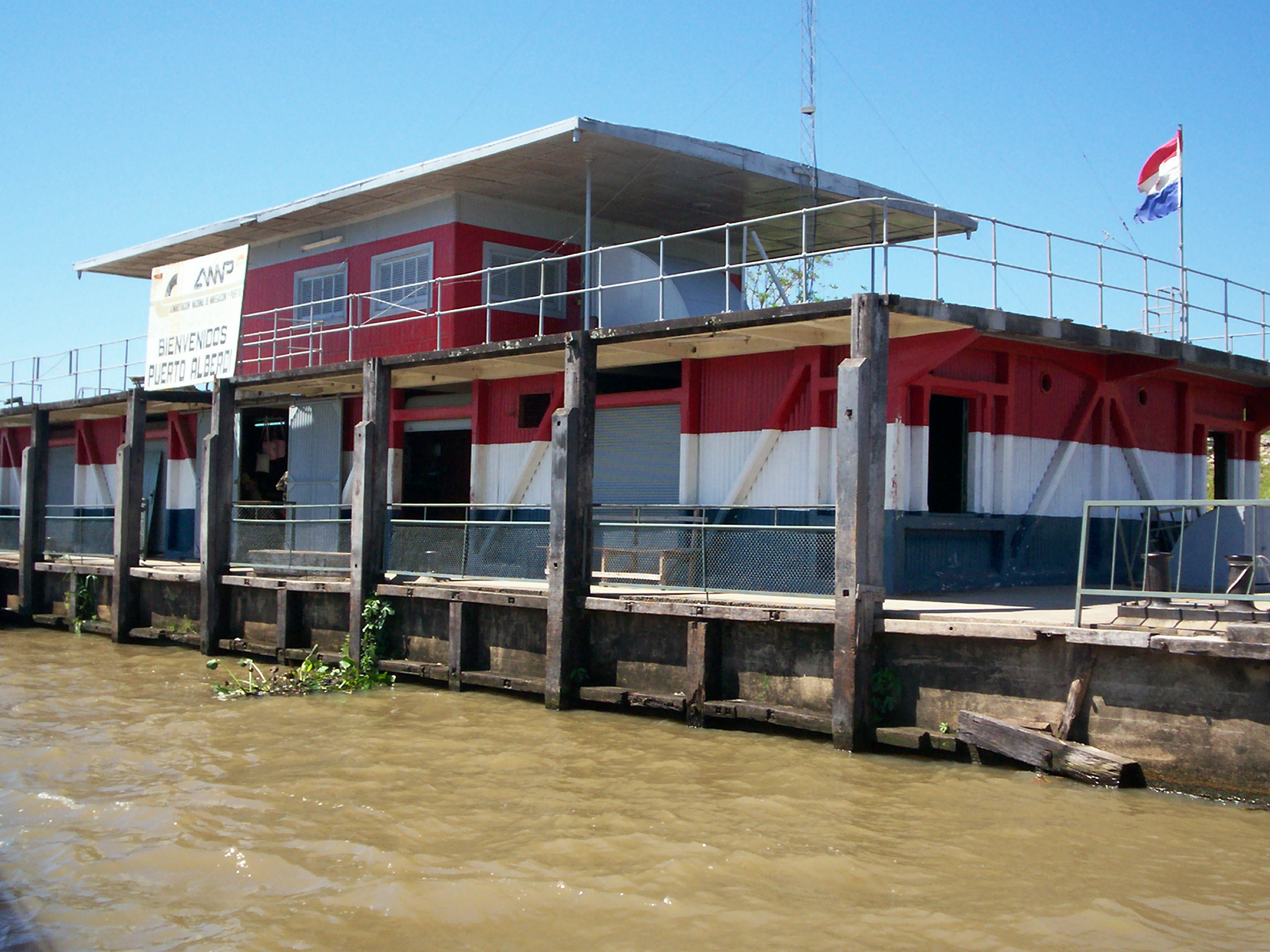
Puerto de Alberdi.

Alberdi es una localidad paraguaya ubicada en el departamento de Ñeembucú, a 144 km de Asunción, a orillas del río Paraguay, frente a la Ciudad de Formosa, Argentina. Es el segundo distrito más poblado del departamento, después de la capital departamental, pilar.

## Toponimia
Su nombre rinde homenaje al escritor argentino de ideología  liberal Juan Bautista Alberdi quien se pronunciara a favor del Paraguay durante la Guerra contra la Triple Alianza.

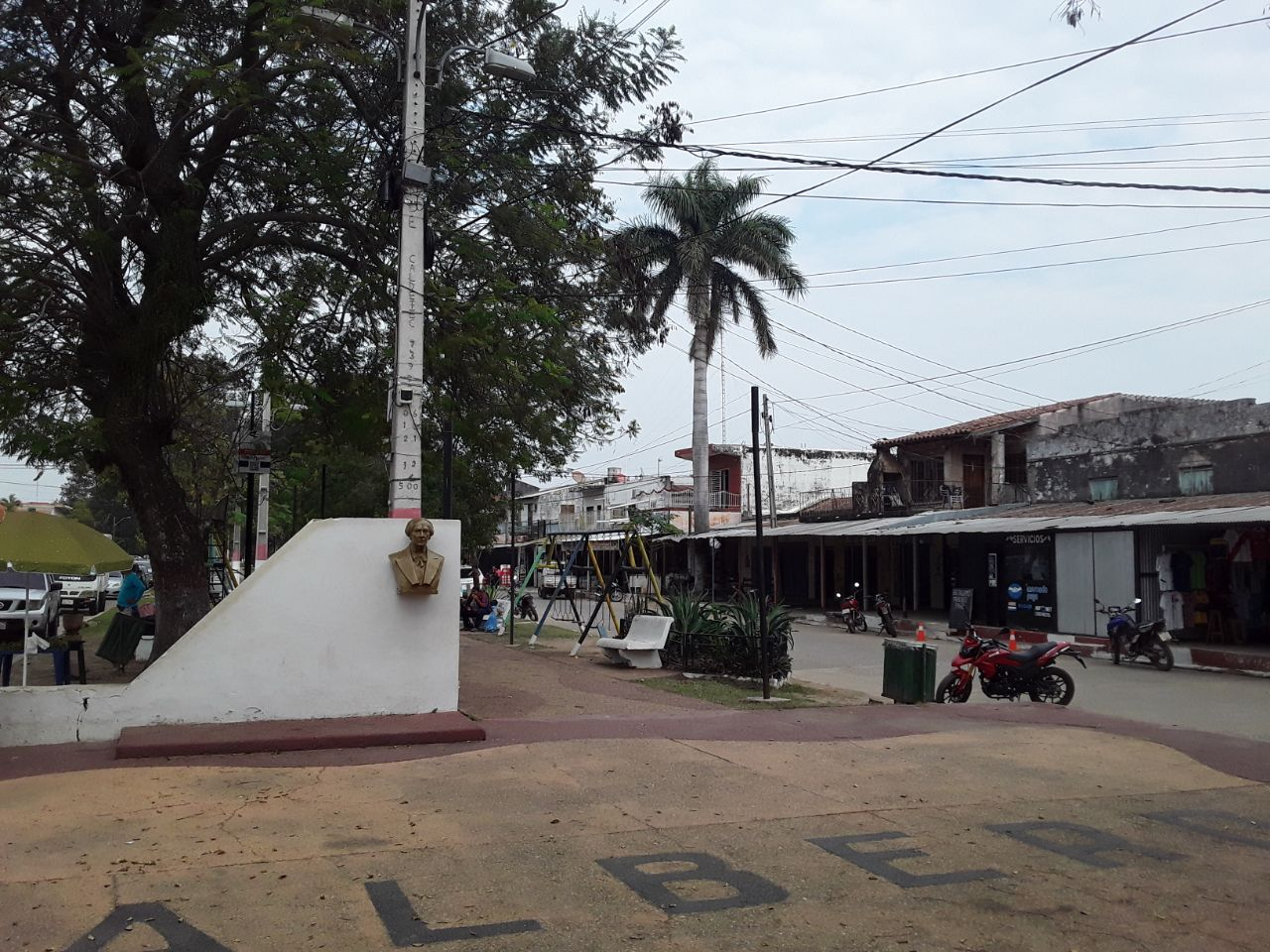
Día normal en Alberdi. Vista a la paza central y busto de Juan Bautista Alberdi.

## Historia
Su antiguo nombre fue ''Villa Franca Nueva'', nombre que cambió durante el gobierno de Emiliano González Navero, en honor al natalicio del escritor argentino Juan Bautista Alberdi, quien se pronunciara a favor del Paraguay durante la Guerra contra la Triple Alianza.
Fue fundada el  29 de agosto de 1931. Durante muchos años fue centro de activo intercambio comercial con la vecina ciudad de Formosa (Argentina). Son oriundos de Alberdi, destacadas personalidades de la cultura paraguaya, como el poeta Carlos Federico Abente y el compositor Demetrio Ortiz, entre otros 

## Geografía
Posee zonas bajas y planas lo que, dada su ubicación sobre el río, favorece la formación de extensos esteros. No presenta elevaciones importantes.
Sus pobladores han soportado grandes crecidas del río Paraguay, por la que se la llama la “Heroica Venecia Paraguaya”, esto ha causado, además, un gran éxodo de las personas.
Los esteros del Ypoá, poseen gran riqueza ecológica y belleza. Su ecosistema es rico en diversidad de fauna y flora. Sus esterales son hogar de numerosas variedades de aves silvestres.
La ciudad se encuentra rodeada de estancias y campos de gran riqueza ecológica  Su aniversario fundacional es festejado con actos oficiales y estudiantiles, así como con un festival de música y encuentros sociales. 

#### Límites y vías de comunicación
Alberdi es una ciudad que es fronteriza con Argentina, y que mantiene una comunicación fluida no solo con el país vecino, sino con el resto del territorio paraguayo.
Limita al norte, oeste y sur con el Río Paraguay, borde físico que la comunica con la Ciudad de Formosa. Al este, con los parajes de Acevedo, Lomas y otros sitios..
Se conecta con la capital del país Asunción, por tierra a través de la ruta Alberdi-Villeta en un tramo de 134 kilómetros. Con Formosa, a través de un servicio público de transporte fluvial que navega el río Paraguay.

## Clima
Alberdi es una ciudad que está rodeada de ríos y esteros. El agua es una amenaza en cada período de lluvias. En la zona existen innumerables esteros, arroyos y ríos que contribuyen a que el clima sea fresco y húmedo.
La temperatura media anual es de 22 °C; la temperatura máxima puede oscilar entre 37 °C y 40 °C en los meses de verano. La temperatura mínima oscila entre los 5 °C y los 2 °C.
Los meses más lluviosos son enero, marzo, abril y octubre; los más secos son mayo y agosto.

## Demografía
Es la segunda ciudad más poblada del Departamento de Ñeembucú. Se divide en las siguientes compañías: Lomas, Isla León,  Estero Corá, Acevedo Cué, Moñái Cuaré.

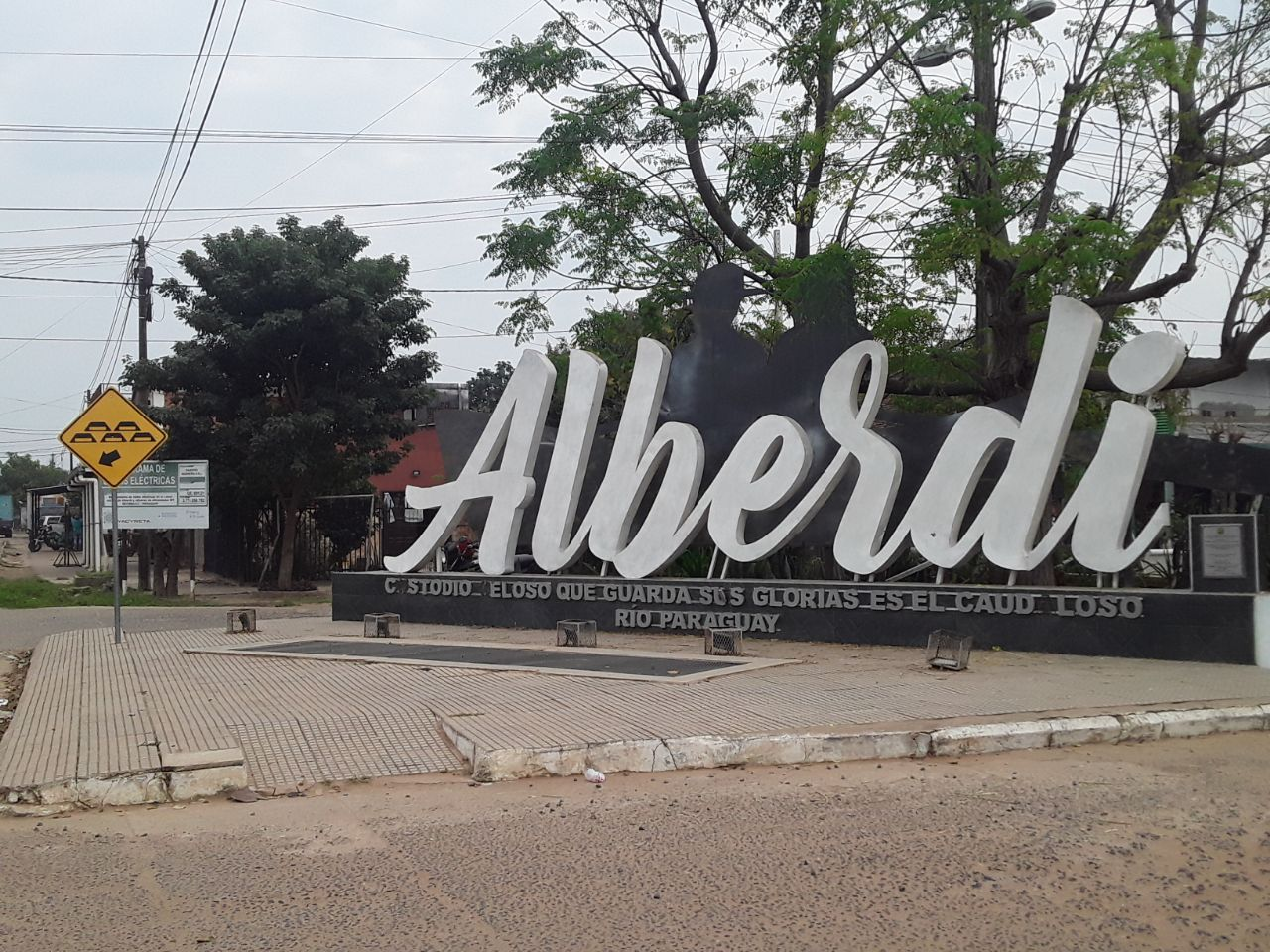
Señalética de identificación de la ciudad

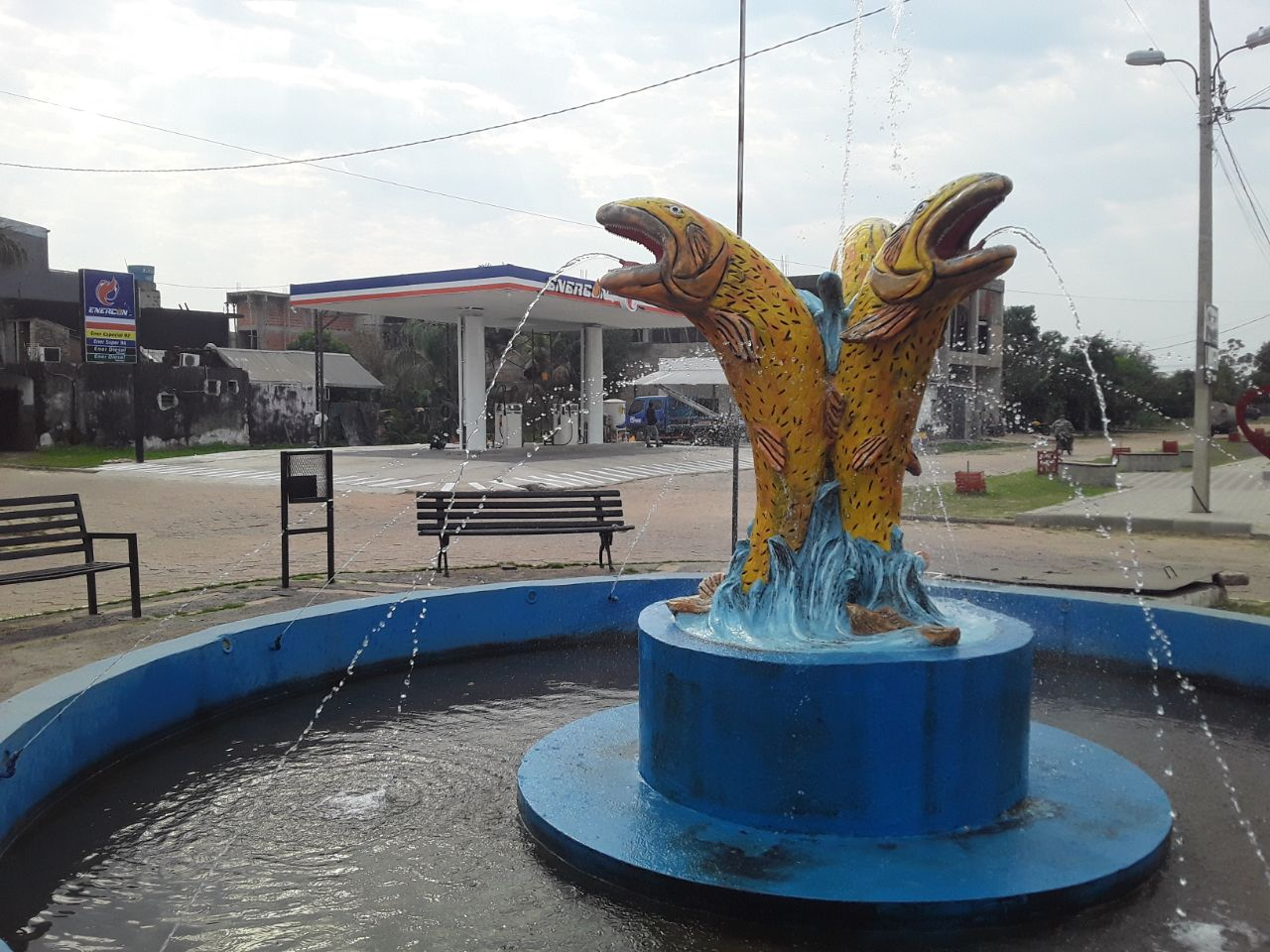
Monumento a los Peces. De fondo, estación de servicio en construcción.

## Economía
Las principales actividades económicas de los pobladores son la ganadería, el comercio y la agricultura en menor escala, debido a las características del suelo. También se pueden adquirir en Alberdi mucha mercadería de la comercializada en la argentina Feria La Salada, aunque los precios llevan algún recargo por la distancia. Se considera que por el movimiento comercial que posee, es tan importante como centro comercial como las ciudades de Encarnación y Ciudad del Este, compartiendo con ambas la vecindad a ciudades argentinas y brasileñas.
Su vecindad con la Formosa, hace que en determinadas épocas del año, afluyan gran cantidad de personas de esa ciudad hacia la paraguaya de Alberdi. Durante todo el año los argentinos visitan Alberdi para adquirir mercaderías varias, principalmente ropas, debido a su marcada diferencia con los precios argentinos. En muchos artículos, principalmente los de origen chino, los precios son solamente un cuarto de lo que se abona en Argentina, tratándose de la misma calidad y marcas.
Muchos dueños de pequeños negocios en provincias argentinas cercanas visitan Alberdi una o varias veces al mes, para luego abastecer su tienda o negocio; siendo las principales visitas de las zonas de Corrientes, Resistencia y Reconquista.